# Prinsessa av Wales
Prinsessa av Wales (egentligen Furstinna av Wales, på engelska Princess of Wales från walesiskans Tywysoges Cymru) är en titel som sedan 1361 har använts för hustrun till den manliga brittiske tronföljaren, prinsen av Wales.

## Historik
Ursprungligen användes titeln av vissa av hustrurna till den regerande monarken i Wales, innan Wales hade blivit erövrat av England. Monarken i det självständiga Wales kallades prins (på svenska snarare furste) av Wales, och den första hustrun till en regerande furste/prins av Wales som man säkert vet kallades prinsessa (furstinna) av Wales var Joan av Wales på 1200-talet. 
År 1284 blev Wales en del av England och titeln för dess monark blev därefter en titel för den brittiska tronföljaren. Den första kvinna som bar titeln prinsessa av Wales i egenskap av gift med brittiska tronföljaren var Johanna av Kent 1361. Den som haft titeln under längst tid var Alexandra av Danmark, som var prinsessa av Wales under 38 år, 1863–1901. 
Titeln prinsessa av Wales har aldrig använts av kvinnliga tronföljare, endast av kvinnor gifta med tronföljare med titeln prins av Wales. Trots att England och sedan Storbritannien vid flera tillfällen haft kvinnliga tronföljare, har dessa av olika anledningar aldrig haft titeln prinsessa av Wales. 
År 1525, Henrik VIIIs dotter prinsessan Maria fortfarande var en tänkbar tronarvinge, mottog Maria samtliga privilegier som normalt tillkom en tronarvinge och prins av Wales, bosatte sig på Ludlow Castle, där prinsarna av Wales vanligen bodde, och kallades allmänt för prinsessa av Wales: men hon mottog dock aldrig formellt titel, och räknas därför inte in bland prinsarna av Wales. 
Varken Elizabeth I, Maria II, Anne Stuart eller Viktoria bar titeln, och det gjorde inte heller Elizabeth II, som 1936–1952 formellt enbart var en tronarvinge som teoretiskt sett när som helst kunnat ersättas vid födseln av en bror.
Nuvarande prinsessa av Wales är sedan 2022 Kate Middleton.

## Prinsessor av Wales
Innehavarna av titeln som gift med tronföljaren:
- 1361–1376: Johanna av Kent
- 1471–1471: Anne Neville
- 1501–1502: Katarina av Aragonien
- 1705–1714: Caroline av Ansbach
- 1736–1751: Augusta av Sachsen-Gotha
- 1795–1820: Caroline av Braunschweig
- 1863–1901: Alexandra av Danmark
- 1901–1910: Mary av Teck
- 1981–1996: Diana, prinsessa av Wales
- 2002–2022: Camilla av Storbritannien
- 2022–: Catherine, prinsessa av Wales